# Tekarei Russell
Tekarei Russell (née en 1937) est une personnalité politique kiribatienne.

## Biographie
Tekarei Russell est née en 1937 sur l'atoll de Beru, à Rongorongo.
Elle commence sa carrière comme enseignante avant de se lancer en politique au tournant des années 1970.
En 1971, elle est la seule femme parmi les 28 députés élus au conseil législatif des Îles Gilbert et Ellice. En 1975, elle devient la première femme à occuper un poste de ministre de la colonie britannique en prenant la tête du ministère de la santé. Sa carrière politique s'arrête avec l'indépendance des Kiribati.